# Lick It Up World Tour
Lick It Up World Tour bylo koncertní turné americké hardrockové skupiny Kiss na podporu alba Lick It Up z roku 1983. Jednalo se o první koncertní turné bez make-upu a bylo poslední s kytaristou Vinniem Vincentem.
Během tohoto turné totiž začaly vznikat neshody mezi Vincentem a ostatními členy kapely. Proto Vinnie Vincent před koncem turné v březnu 1984 ze skupiny odchází a nahrazuje ho Mark St. John.

## Seznam písní
1. Creatures of the Night
2. Detroit Rock City
3. Cold Gin
4. Fits Like a Glove
5. Firehouse
6. Guitar Solo
7. Gimme More
8. War Machine
9. Guitar Solo
10. Bass Solo
11. I Love It Loud
12. I Still Love You
13. Drum Solo
14. Young and Wasted
15. Love Gun
16. All Hell's Breakin' Loose
17. Black Diamond

Přídavek:
18. Lick It Up
19. Rock and Roll All Nite

## Turné v datech
| Datum              | Město                      | Stát          | Místo                                                       | Předskokan/Předkapela |
| Evropa             | Evropa                     | Evropa        | Evropa                                                      | Evropa                |
| ------------------ | -------------------------- | ------------- | ----------------------------------------------------------- | --------------------- |
| 11. října 1983     | Lisabon                    | Portugalsko   | Pavilhão de Cascais                                         | Helix                 |
| 13. října 1983     | Madrid                     | Španělsko     | Pabellón de Deportes del Real Madrid                        | Helix, Tigres de Oro  |
| 14. října 1983     | Madrid                     | Španělsko     | Pabellón de Deportes del Real Madrid                        | Helix, Tigres de Oro  |
| 15. října 1983     | San Sebastián              | Španělsko     | Velódromo de Anoeta                                         | Helix, Tigres de Oro  |
| 16. října 1983     | Barcelona                  | Španělsko     | Palau dels Esports de Barcelona                             | Helix, Tigres de Oro  |
| 18. října 1983     | Toulouse                   | Francie       | Palais des Sports                                           | Helix                 |
| 19. října 1983     | Clermont-Ferrand           | Francie       | Maison des Sports                                           | Helix                 |
| 21. října 1983     | Leeds                      | Anglie        | Queens Hall                                                 | Helix, Heavy Pettin'  |
| 22. října 1983     | Stafford                   | Anglie        | Bingley Hall                                                | Helix, Heavy Pettin'  |
| 23. října 1983     | Londýn                     | Anglie        | Wembley Arena                                               | Helix, Heavy Pettin'  |
| 24. října 1983     | Leicester                  | Anglie        | De Montfort Hall                                            | Helix, Heavy Pettin'  |
| 25. října 1983     | Poole                      | Anglie        | Poole Arts Center                                           | Helix, Heavy Pettin'  |
| 27. října 1983     | Glasgow                    | Skotsko       | Apollo Theatre                                              | Helix, Heavy Pettin'  |
| 28. října 1983     | Edinburgh                  | Skotsko       | Edinburgh Playhouse                                         | Helix, Heavy Pettin'  |
| 29. října 1983     | Newcastle upon Tyne        | Anglie        | Newcastle City Hall                                         | Helix, Heavy Pettin'  |
| 31. října 1983     | Paříž                      | Francie       | Espace Balard                                               | Helix                 |
| 1. listopadu 1983  | Offenbach am Main          | Německo       | Stadthalle Offenbach                                        | Helix                 |
| 2. listopadu 1983  | Mnichov                    | Německo       | Löwenbräukeller                                             | Helix                 |
| 3. listopadu 1983  | Basilej                    | Švýcarsko     | St. Jakobshalle                                             | Helix                 |
| 4. listopadu 1983  | Sindelfingen               | Německo       | Glaspalast                                                  | Helix                 |
| 6. listopadu 1983  | Erlangen                   | Německo       | Hemmerleinhalle                                             | Helix                 |
| 7. listopadu 1983  | Linec                      | Rakousko      | Stadthalle                                                  | Helix                 |
| 8. listopadu 1983  | Vídeň                      | Rakousko      | Wiener Stadthalle                                           | Helix                 |
| 9. listopadu 1983  | Štýrský Hradec             | Rakousko      | Eisstadion Liebenau                                         | Helix                 |
| 10. listopadu 1983 | Essen                      | Německo       | Grugahalle                                                  | Helix                 |
| 11. listopadu 1983 | Kassel                     | Německo       | Eissporthalle Kassel                                        | Helix                 |
| 12. listopadu 1983 | Lille                      | Francie       | Foire Expositions                                           | Helix                 |
| 13. listopadu 1983 | Brusel                     | Belgie        | Forest National                                             | Helix                 |
| 15. listopadu 1983 | Lausanne                   | Švýcarsko     | Halle des Fêtes de Beaulieu                                 | Helix                 |
| 17. listopadu 1983 | Aarhus                     | Dánsko        | Vejlby-Risskov Hallen                                       | Helix                 |
| 18. listopadu 1983 | Göteborg                   | Švédsko       | Scandinavium                                                | Helix                 |
| 19. listopadu 1983 | Stockholm                  | Švédsko       | Stockholm Isstadion                                         | Helix                 |
| 20. listopadu 1983 | Malmö                      | Švédsko       | Malmö Isstadion                                             | Helix                 |
| 21. listopadu 1983 | Kodaň                      | Dánsko        | Frederiksberghallen                                         | Helix                 |
| 23. listopadu 1983 | Helsinky                   | Finsko        | Helsinki Ice Hall                                           | Helix                 |
| 25. listopadu 1983 | Oulu                       | Finsko        | Oulu-halli                                                  | Helix                 |
| Severní Amerika    |                            |               |                                                             |                       |
| 26. prosince 1983  | Atlanta, Georgie           | Spojené státy | The Omni                                                    | Axe, Pat Travers Band |
| 28. prosince 1983  | Augusta, Georgie           | Spojené státy | Augusta-Richmond County Civic Center                        | Axe                   |
| 29. prosince 1983  | Lakeland, Florida          | Spojené státy | Lakeland Civic Center                                       | Axe, Pat Travers Band |
| 30. prosince 1983  | Pembroke Pines, Florida    | Spojené státy | Hollywood Sportatorium                                      | Axe, Pat Travers Band |
| 31. prosince 1983  | Jacksonville, Florida      | Spojené státy | Jacksonville Memorial Coliseum                              | Axe, Pat Travers Band |
| 1. ledna 1984      | Tallahassee, Florida       | Spojené státy | Leon County Civic Center                                    | Axe                   |
| 6. ledna 1984      | Birmingham, Alabama        | Spojené státy | Boutwell Auditorium                                         | Vandenberg, Riot      |
| 7. ledna 1984      | Memphis, Tennessee         | Spojené státy | Mid-South Coliseum                                          | Vandenberg, Riot      |
| 8. ledna 1984      | New Orleans, Louisiana     | Spojené státy | Lakefront Arena                                             | Vandenberg, Riot      |
| 9. ledna 1984      | Biloxi, Mississippi        | Spojené státy | Mississippi Coast Coliseum                                  | Vandenberg, Riot      |
| 10. ledna 1984     | Knoxville, Tennessee       | Spojené státy | Knoxville Civic Coliseum                                    | Vandenberg, Riot      |
| 11. ledna 1984     | Nashville, Tennessee       | Spojené státy | Nashville Municipal Auditorium                              | Vandenberg, Riot      |
| 13. ledna 1984     | Dallas, Texas              | Spojené státy | Reunion Arena                                               | Vandenberg, Riot      |
| 14. ledna 1984     | San Antonio, Texas         | Spojené státy | San Antonio Convention Center                               | Vandenberg, Riot      |
| 16. ledna 1984     | Austin, Texas              | Spojené státy | Austin City Coliseum                                        | Vandenberg, Riot      |
| 17. ledna 1984     | San Angelo, Texas          | Spojené státy | San Angelo Coliseum                                         | Vandenberg, Riot      |
| 18. ledna 1984     | Houston, Texas             | Spojené státy | Sam Houston Coliseum                                        | Vandenberg, Riot      |
| 19. ledna 1984     | Corpus Christi, Texas      | Spojené státy | Corpus Christi Memorial Coliseum                            | Vandenberg, Riot      |
| 21. ledna 1984     | El Paso, Texas             | Spojené státy | El Paso County Coliseum                                     | Vandenberg, Riot      |
| 22. ledna 1984     | Albuquerque, Nové Mexiko   | Spojené státy | Tingley Coliseum                                            | Vandenberg, Riot      |
| 23. ledna 1984     | Odessa, Texas              | Spojené státy | Ector County Coliseum                                       | Vandenberg, Riot      |
| 25. ledna 1984     | Denver, Colorado           | Spojené státy | University of Denver Arena                                  | Vandenberg, Riot      |
| 27. ledna 1984     | Long Beach, Kalifornie     | Spojené státy | Long Beach Arena                                            | Vandenberg, Riot      |
| 28. ledna 1984     | Paradise, Nevada           | Spojené státy | Thomas & Mack Center                                        | Vandenberg, Riot      |
| 29. ledna 1984     | Fresno, Kalifornie         | Spojené státy | Selland Arena                                               | Vandenberg, Riot      |
| 31. ledna 1984     | Reno, Nevada               | Spojené státy | Lawlor Events Center                                        | Vandenberg, Riot      |
| 1. února 1984      | Berkeley, Kalifornie       | Spojené státy | Berkeley Community Theatre                                  | Vandenberg, Riot      |
| 2. února 1984      | Bakersfield, Kalifornie    | Spojené státy | Bakersfield Civic Auditorium                                | Vandenberg, Riot      |
| 3. února 1984      | San Bernardino, Kalifornie | Spojené státy | Orange Pavilion                                             | Vandenberg, Riot      |
| 5. února 1984      | Salt Lake City, Utah       | Spojené státy | Salt Palace                                                 |                       |
| 8. února 1984      | Sioux City, Iowa           | Spojené státy | Sioux City Municipal Auditorium                             | Vandenberg, Highfever |
| 9. února 1984      | Omaha, Nebraska            | Spojené státy | Omaha Civic Auditorium                                      | Vandenberg, Heaven    |
| 10. února 1984     | Milwaukee, Wisconsin       | Spojené státy | MECCA Arena                                                 | Vandenberg, Heaven    |
| 11. února 1984     | Dubuque, Iowa              | Spojené státy | Five Flags Center                                           | Vandenberg, Heaven    |
| 12. února 1984     | Bloomington, Minnesota     | Spojené státy | Met Center                                                  | Vandenberg, Heaven    |
| 14. února 1984     | Ashwaubenon, Wisconsin     | Spojené státy | Brown County Veterans Memorial Arena                        | Vandenberg, Heaven    |
| 15. února 1984     | Chicago, Illinois          | Spojené státy | UIC Pavilion                                                | Vandenberg, Heaven    |
| 16. února 1984     | Indianapolis, Indiana      | Spojené státy | Market Square Arena                                         | Vandenberg, Heaven    |
| 17. února 1984     | Saginaw, Michigan          | Spojené státy | Wendler Arena                                               | Vandenberg, Heaven    |
| 18. února 1984     | Detroit, Michigan          | Spojené státy | Cobo Hall                                                   | Vandenberg, Heaven    |
| 19. února 1984     | Columbus, Ohio             | Spojené státy | Battelle Hall                                               | Vandenberg, Heaven    |
| 21. února 1984     | Trotwood, Ohio             | Spojené státy | Hara Arena                                                  | Vandenberg, Heaven    |
| 22. února 1984     | Richfield, Ohio            | Spojené státy | Richfield Coliseum                                          | Vandenberg, Heaven    |
| 24. února 1984     | Worcester, Massachusetts   | Spojené státy | The Centrum                                                 | Accept                |
| 26. února 1984     | Hampton, Virginie          | Spojené státy | Hampton Coliseum                                            | Accept, Great White   |
| 28. února 1984     | Baltimore, Maryland        | Spojené státy | Baltimore Civic Center                                      | Accept                |
| 1. března 1984     | New Haven, Connecticut     | Spojené státy | New Haven Coliseum                                          | Accept                |
| 3. března 1984     | Upper Darby, Pensylvánie   | Spojené státy | Tower Theater                                               | Accept                |
| 4. března 1984     | Pittsburgh, Pensylvánie    | Spojené státy | Stanley Theater                                             | Accept                |
| 5. března 1984     | Erie, Pensylvánie          | Spojené státy | Erie Civic Center                                           | Accept                |
| 7. března 1984     | Binghamton, New York       | Spojené státy | Broome County Veterans Memorial Arena                       | Accept                |
| 8. března 1984     | Poughkeepsie, New York     | Spojené státy | Mid-Hudson Civic Center                                     | Accept                |
| 9. března 1984     | New York, New York         | Spojené státy | Radio City Music Hall                                       | Accept                |
| 10. března 1984    | New York, New York         |               | Radio City Music Hall                                       | Accept                |
| 12. března 1984    | Québec                     | Kanada        | Colisée de Québec                                           | Accept                |
| 13. března 1984    | Montreal                   | Kanada        | Montreal Forum                                              | Accept                |
| 15. března 1984    | Toronto                    | Kanada        | Maple Leaf Gardens                                          | Accept                |
| 17. března 1984    | Evansville, Indiana        | Spojené státy | Rober Municipal Stadium Poslední koncert Vinnieho Vincenta. | Accept                |

## Sestava
KISS
- Paul Stanley – rytmická kytara, zpěv
- Gene Simmons – basová kytara, zpěv
- Vinnie Vincent – sólová kytara, zpěv
- Eric Carr – bicí, zpěv